# 1899
1899 је била проста година.

## Догађаји

### Јануар
- 19. јануар — Велика Британија и Египат успоставили заједничку контролу над Суданом.

### Фебруар
- 4. фебруар — Почео је Филипинско-амерички рат када је амерички војник, који је имао наређење да држи побуњенике подаље од логора своје јединице, пуцао на филипинског војника у Манили.

### Мај
- 3. мај — Основан ФК Ференцварош (мађ. Ferencvárosi Torna Club)

### Октобар
- 11. октобар — Почео је Други бурски рат између јужноафричких бурских држава Трансвал и Орање и Велике Британије.

## Рођења

### Јануар
- 17. јануар — Ал Капоне, амерички криминалац. (†1947).

### Март
- 27. март — Глорија Свансон, америчка глумица
- 29. март — Лаврентиј Берија, совјетски политичар. (†1953)

### Април
- 22. април — Владимир Набоков, руски књижевник (†1977)

### Мај
- 10. мај — Фред Астер, амерички глумац

### Јул
- 17. јул — Џејмс Кегни, амерички глумац
- 21. јул — Ернест Хемингвеј, амерички књижевник

### Август
- 24. август — Хорхе Луис Борхес, аргентински књижевник

### Новембар
- 4. новембар — Николас Франц, луксембуршки бициклиста. (†1985).
- 13. новембар — Искандер Мирза, пакистански политичар
- 24. новембар — Сораја Тарзи, авганистанска краљица
- 29. новембар — Ема Морано, италијанска суперстогодишњакиња

### Децембар
- 25. децембар — Хамфри Богарт, амерички глумац

## Смрти

### Април
- 16. април — Манојло Грбић, српски писац, историчар и свештеник. (*1844)

### Август
- 13. новембар — Анастас Јовановић, први српски фотограф